# Robert P. Mills
Robert P(ark) Mills (1920-1986) was een Amerikaans redacteur van tijdschriften voor sciencefiction- en misdaadverhalen.
Mills was hoofdredacteur van Ellery Queen's Mystery Magazine van 1948 tot 1958. Het tijdschrift werd toen door Mercury Press verkocht aan Davis Publications van Bernard G. Davis.
Mills werd redacteur van The Magazine of Fantasy & Science Fiction in 1958, toen Anthony Boucher afscheid nam. Onder zijn hoede verdiende het tijdschrift Hugo Awards in 1959 en 1960. Mills redigeerde ook een drietal bloemlezingen samengesteld uit het tijdschrift in de serie Best from F&SF. Hij werd opgevolgd in 1962 door Avram Davidson.